# Bakary N'Diaye
Bakary N'Diaye (26 novembre 1998) è un calciatore mauritano, difensore del Diyala e della nazionale mauritana.

## Carriera

### Club
Dal 2014 al 2017 gioca in patria in prima divisione; nel 2017 si trasferisce al Difaâ El Jadida, club della prima divisione marocchina.

### Nazionale
Ha esordito in nazionale il 28 maggio 2016.

## Statistiche

### Cronologia presenze e reti in nazionale
| Cronologia completa delle presenze e delle reti in nazionale ― Mauritania | Cronologia completa delle presenze e delle reti in nazionale ― Mauritania | Cronologia completa delle presenze e delle reti in nazionale ― Mauritania | Cronologia completa delle presenze e delle reti in nazionale ― Mauritania | Cronologia completa delle presenze e delle reti in nazionale ― Mauritania | Cronologia completa delle presenze e delle reti in nazionale ― Mauritania | Cronologia completa delle presenze e delle reti in nazionale ― Mauritania | Cronologia completa delle presenze e delle reti in nazionale ― Mauritania |
| Data                                                                      | Città                                                                     | In casa                                                                   | Risultato                                                                 | Ospiti                                                                    | Competizione                                                              | Reti                                                                      | Note                                                                      |
| ------------------------------------------------------------------------- | ------------------------------------------------------------------------- | ------------------------------------------------------------------------- | ------------------------------------------------------------------------- | ------------------------------------------------------------------------- | ------------------------------------------------------------------------- | ------------------------------------------------------------------------- | ------------------------------------------------------------------------- |
| 24-6-2019                                                                 | Suez                                                                      | Mali                                                                      | 4 – 1                                                                     | Mauritania                                                                | Coppa d'Africa 2019 - 1º turno                                            | -                                                                         | 19’                                                                       |
| 29-6-2019                                                                 | Suez                                                                      | Mauritania                                                                | 0 – 0                                                                     | Angola                                                                    | Coppa d'Africa 2019 - 1º turno                                            | -                                                                         |                                                                           |
| 2-7-2019                                                                  | Suez                                                                      | Mauritania                                                                | 0 – 0                                                                     | Tunisia                                                                   | Coppa d'Africa 2019 - 1º turno                                            | -                                                                         |                                                                           |
| Totale                                                                    |                                                                           | Presenze                                                                  | 3                                                                         |                                                                           | Reti                                                                      | 0                                                                         |                                                                           |

## Palmarès

### Club

#### Competizioni nazionali
- Campionato mauritano: 2

Tevragh-Zeïna: 2015, 2016